# Vanpool

Logo de Vanpool

Vanpool fue una empresa japonesa especializada en el desarrollo de videojuegos, software de música, software de ordenador y juguetes. Sus oficinas se encuentran ubicadas en Tokio. La empresa cerró el 31 de mayo de 2023.

## Juegos
- Endonesia (2001 - PlayStation 2)
- Coloball 2002 (2002 - PlayStation 2)
- Mario & Luigi: Superstar Saga (2003 - Game Boy Advance) (Minijuegos)
- I am a Fish (2007 - móviles)
- Let's Yoga (2007 - Nintendo DS)
- Let's Pilates (2007 - Nintendo DS)
- Freshly-Picked Tingle's Rosy Rupeeland (2006 - Nintendo DS)
- Magician's Quest: Mysterious Times (2008 - Nintendo DS) (Música)
- 3 °C (2009 - Wii (WiiWare)) (Clips de sonido)
- Dekisugi Tingle Pack (2009 - Nintendo DS (DSiWare))
- Irozuki Tincle no Koi no Balloon Trip (2009 - Nintendo DS)
- Little King's Story (2009 - Wii) (Clips de sonido/voces))
- Wii Play: Motion (2011 - Wii) (Minijuego)
- Dillon's Rolling Western (2012 - Nintendo 3DS)
- Paper Mario: Sticker Star (2012 - Nintendo 3DS) (codesarrollado con Intelligent Systems)
- Dillon's Rolling Western: The Last Ranger (2013 - Nintendo 3DS)
- Chibi-Robo! Zip Lash (2015 - Nintendo 3DS) (codesarrollado con Skip  Ltd.)
- Dillon's Dead-Heat Breakers (2018 - Nintendo 3DS)
- Super Kirby Clash (2019 - Nintendo Switch) (codesarrollado con HAL Laboratory)
- Kirby Fighters 2 (2020 - Nintendo Switch) (codesarrollado con HAL Laboratory)
- Kirby and the Forgotten Land (2022 - Nintendo Switch) (codesarrollado con HAL Laboratory)[1]
- Kirby's Return to Dream Land Deluxe (2023- Nintendo Switch)